# Sant'Erasmo
Sant'Erasmo je otok v Beneški laguni, ki leži severno od otoka Lido in severovzhodno od Benetk.
Sam otok je bil pristanišče, ki je bil priključen Muranu v 8. stoletju, danes pa se tu nahaja tržnica. Na otoku se nahajajo tudi ruševine Maksimilijanove trdnjave. Okoli otoka poteka vsakoletna dirka s čolni.
- Kanali, rjave in ozki, otoka.
- Artičoke nasadi